# Gare de Katata
La gare de Katata (堅田駅, Katata-eki) est une gare ferroviaire de la ville d'Ōtsu, dans la préfecture de Shiga au Japon. La gare est gérée par la compagnie JR West.

## Situation ferroviaire
La gare de Katata est située au point kilométrique (PK) 17,7 de la ligne Kosei.

## Histoire
La gare est inaugurée le 20 juillet 1974.

## Service des voyageurs

### Accès et accueil
La gare dispose d'un bâtiment voyageurs, avec guichet, ouvert tous les jours.

### Desserte
- Ligne Kosei :
  - voies 1 et 2 : direction Ōmi-Imazu et Tsuruga
  - voies 3 et 4 : direction Kyoto et Osaka

## Dans les environs
- Mangetsu-ji